# Samarzewo
Samarzewo [pronunciación en polaco: /samaˈʐɛvɔ/] es un pueblo en el distrito administrativo de Gmina Lądek, dentro del Distrito de Słupca, Voivodato de Gran Polonia, en el oeste de Polonia. Se encuentra aproximadamente 12 kilómetros al sudoeste de Słupca y 62 kilómetros al este de la capital regional, Poznań.